# Hilversum 2
Hilversum 2 (anders Hilversum II) was een Nederlandse publieke radiozender die bestond tussen 1947 en 1985. Al in 1935 vonden er uitzendingen plaats op de 1875 m-golflengte verzorgd door de gezamenlijke omroepverenigingen.
Bij de invoering van Hilversum 4 in 1975 moest Hilversum 2 zendtijd afstaan op de FM-band. Hilversum 2 was dan te beluisteren op de middengolf van 7 tot 24 uur en op de FM van 17 tot 24 uur. Bovendien wisselden op de middengolf de zenders Hilversum 1 en Hilversum 2 van frequentie. De reden hiervoor was dat uit metingen bleek dat de frequentie 746 kHz, 402 m beter te ontvangen was dan de frequentie 1007 kHz, 298 m. De beste frequentie wilde men reserveren voor Hilversum 2, zodat Hilversum 1 dus op de andere kwam.
In de nacht van 22 op 23 november 1978 verschoven op de middengolf de primaire frequenties met 1 kHz. Dit hield in dat Hilversum 2 sindsdien te ontvangen was op 747 kHz, 402 m. De luisteraar zou de afstemknop op zijn toestel een kleine millimeter moeten bijstellen.
Op zondag 1 april 1979 werd er een zogenaamde zenderkleuring ingevoerd. Hilversum 2 werd de zender met vooral gesproken woord. Ook in 1972 werd er al gesproken over het karakter van elke zender: Hilversum 2 wordt de zender voor het cultureel elite-programma genoemd.
Op zondag 1 december 1985 werd een nieuw schema voor de Nederlandse publieke radiozenders ingevoerd. Bij die reorganisatie deden de zenders afstand van de historische naam 'Hilversum' en werden ze omgedoopt in 'Radio'. Radio 1 werd de nieuws- en actualiteitenzender, Radio 2 de lichte muziekzender, Radio 3 de popzender, Radio 4 de klassieke muziekzender en Radio 5 de zender voor minderheden en gesproken woord. De cijfers 1 en 2 werden omgewisseld: Hilversum 2 werd opgevolgd door Radio 1, en Hilversum 1 door Radio 2.